# Hundalm-Eishöhle
Die Hundalm Eis- und Tropfsteinhöhle ist eine Höhle auf der Hundalm im Gemeindegebiet von Angerberg nördlich von Wörgl in Tirol. Der Eingang befindet sich auf 1515 m Seehöhe. Die Höhle ist über markierte Wege sowohl vom Inntal aus über die Buchackeralm als auch von Hinterthiersee aus über die Köglalm erreichbar.
Sie ist die einzige touristisch zugängliche, eisführende Höhle in Tirol, in der in den Sommermonaten Führungen angeboten werden.

## Geologie
Das Gebiet rund um die Hundalm wird von hellem Wettersteinkalk und stark deformiertem, mittelgrauem Hauptdolomit aufgebaut. Die dazwischen befindlichen weicheren Gesteine der Raibler Schichten wurden tektonisch ausgequetscht und finden sich nur in kleinen Resten. Auf diesen kalkalpinen Gesteinen liegen Sandsteine, Konglomerate und fossilführende Karbonatgesteine auf, die zur Gosau-Gruppe gehören.
Die Hundalm Eis- und Tropfsteinhöhle, sowie alle anderen dort bekannten Höhlen bildeten sich im Wettersteinkalk, der auch oberflächlich deutliche Karstformen (besonders Karren) aufweist.

## Entdeckung und Erforschung
Die Eingänge dieser meist schachtförmigen Höhlen im almwirtschaftlich genutzten Gebiet um die Hundalm waren den Bauern sicher schon seit langem bekannt. Nachweislich erstmals befahren wurde die Hundalm Eis- und Tropfsteinhöhle jedoch erst im Jahre 1921 durch Oskar Hossé und Leo Weirather, die durch den Hauptschacht mittels Drahtseilleitern einstiegen. Danach wurde es wieder ruhig um diese Höhle. 1956 erfolgte die Erklärung zum Naturdenkmal. Der Landesverein für Höhlenkunde in Tirol mit Sitz in Wörgl baute die Höhle zu einer touristisch zugänglichen Schauhöhle aus, welche 1967 als damals erste Schauhöhle Tirols eröffnet wurde. Von 1969 bis 1970 wurde die „Viktor-Büchel-Forscherhütte“ als fester Unterstand für die Führer neben der Höhle erbaut (1520 m Seehöhe). 1984 wurde ein eisfreier tieferer Höhlenteil entdeckt, der jedoch nicht öffentlich zugänglich ist.

## Höhlenbeschreibung
Die Höhle ist schachtartig angelegt und der Eingang ist der höchste Punkt des Systems. Der 180 Meter lange Führungsweg führt zuerst in den Haupthöhlenraum, der schöne Eisfiguren und bis zu mehrere Meter mächtiges Bodeneis aufweist. Am südlichen Ende der Höhle finden sich Tropfsteine, die großteils aber inaktiv und z. T. in Zerstörung begriffen sind. Untersuchungen von solchen Sinterproben haben Alter zwischen 120.000 und älter als 350.000 Jahren ergeben. Der Führungsweg führt anschließend in einem Rundgang zum tiefsten Punkt der Schauhöhle (35 Meter unter dem Eingang), wo das tiefste und älteste Eis besichtigt werden kann. Nach einem Holzrest zu urteilen, der in diesem Eis gefunden und mittels Radiokohlenstoffmethode datiert wurde, ist dieses Eis etwa 1300 Jahre alt.
Der touristisch nicht zugängliche tiefere Teil der Höhle besteht aus einem etwa Nord-Süd orientierten Hauptgang mit einem kleinen See; aufgrund der höheren Temperatur in diesem Höhlenteil führt dieser kein Eis.